# Fornjótr
Fornjótr is in de Noordse mythologie een oude vorstreus. Hij is de vader der natuurkrachten: van Kari (een personificatie van wind), van Logi (personificatie van vuur), en van Hlér of Ægir (heerser over het water van de oceaan). Fornjótr is ook een koning van Finland.
De betekenis van deze Oudnoordse naam is onduidelijk. Hij zou van forn 'oud' + jótr 'Jutlander' kunnen komen of, wat meer waarschijnlijk is, 'reus' betekenen (Fins 'jätti', Noords 'jotunn' - reus). De naam zou ook een samenstelling kunnen zijn van for 'voorheen' + njótr 'vernietiger'.
Fornjót, koning van Gotlandi, Kaenlandi en Finnlandi, was de vader van Kari, de vader van Frosti (vorst) of Jökul (gletsjer), de vader van koning Snaer (sneeuw), de vader van Thorri (bevroren sneeuw). Nor, was Thorri's zoon, naar wie Noorwegen zou zijn vernoemd. Halfdan de Oude is op zijn beurt een afstammeling van Nor.
Fornjótr is, volgens een bepaalde legendarische genealogische traditie, de oudst bekende rechtstreekse voorvader van Willem I van Engeland en ook door andere veronderstelde afstammelingen een stamvader van meerdere takken adellijke families in Europa en van huidige IJslandse families. Hij is een voorvader van het huis Ynglinge.